# Economia Serbiei

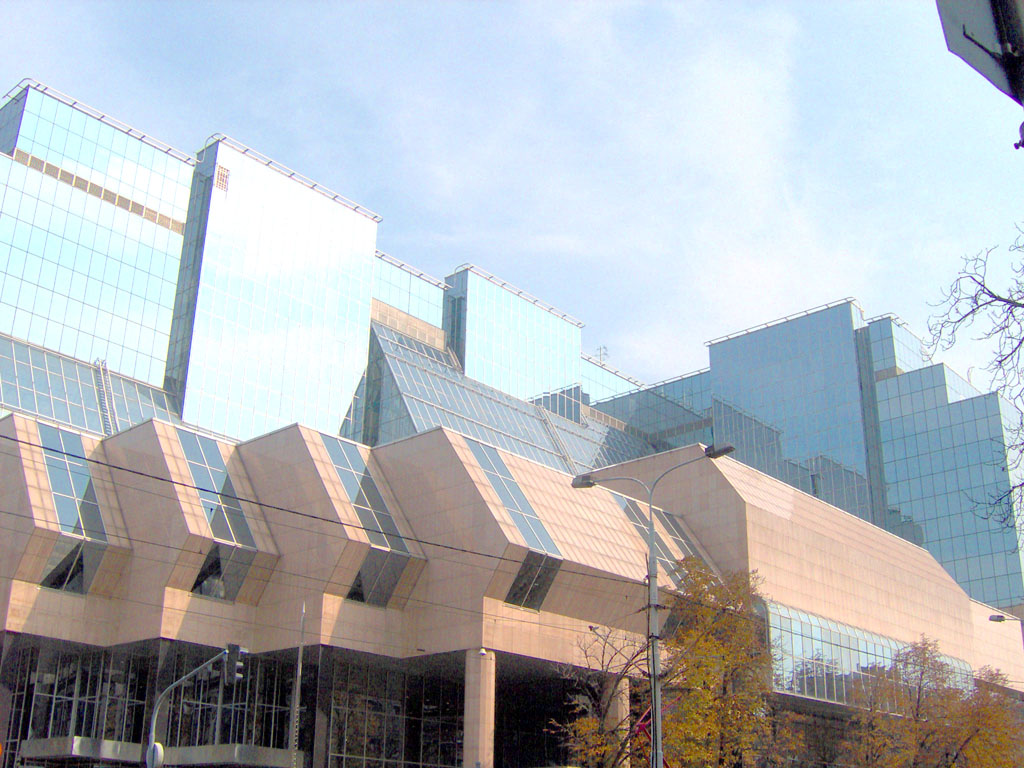
Banca Națională a Serbiei

Economia Serbiei este o economie de piață, bazată în mare parte pe sectorul serviciilor, care reprezintă două treimi din totalul produsului intern brut (PIB) și care se desfășoară bazându-se pe pieței libere. PIB-ul nominal în 2017 era de 39,366 miliarde de dolari, cu 5.599$ de pe cap de locuitor, în timp ce PIB-ul pe cap de locuitor exprimat ca paritate a puterii de cumpărare este de 15.163$.
Cele mai puternice sectoare ale economiei sârbe sunt: sectorul energetic, industria de automobile, de mașinării, minerit și agricultură. Printre principalele exporturi industriale se numără automobilele, fierul și oțel, cauciucul, haine, grâu, fructe și legume, metale neferoase, aparate electrice, produse din metal, arme și muniții. Principalii parteneri comerciali sunt Germania, Italia, Rusia, China și țările balcanice vecine.
Belgrad este capitala și cel mai important centru economic al Serbiei, aici avându-și sediul cele mai importante companii sârbe și internaționale care operează în țară, precum și Banca Națională a Serbiei și Bursa de Valori din Belgrad. Novi Sad este al doilea cel mai mare oraș și cel mai important centru economic, după Belgrad.

## Istoric
La sfârșitul anilor 1980, Serbia a începutul procesul de tranziție de la o economie centralizată la o economie de piață. Economia Serbiei a avut o poziție privilegiată în comparație cu cele din țările din blocul de Est, dar a fost grav afectată de Războaiele Iugoslave și de sancțiunile ONU și a embargoului comercial din timpul anilor 1990. În același timp, țara a trecut printr-un episod serios de „exod al intelectualilor”. După înlocuirea de la putere a lui Slobodan Milošević în anul 2000, Serbia s-a bucurat de o creștere economică rapidă. Economia Serbiei a crescut cu 4-5% anual, salariul mediu a crescut de patru ori, iar oportunitățile economice și nivelul de trai s-au îmbunătățit în mod semnificativ. În timpul Marii Recesiuni, economia Serbia a suferit o scădere de 3,1% în 2009, și după ani de stagnare economică valoarea PIB-ului a ajuns la cea din momentul începerii crizei abia în 2016.
Începând cu 2014, țara poartă negocieri în vederea aderării la Uniunea Europeană.

## Tendințele macroeconomice

### Creșterea economică
Creșterea medie a PIB-ul Serbiei în ultimii cinci ani a fost una modestă, 1,2% pe an. Structura PIB pe sectoare de activitate în 2015 a fost: servicii 67,1%, industrie 25.2%, agricultură 7,7%.

### Finanțele publice
Datoria publică a Serbiei în raport cu PIB-ul din 2000 până în 2008 a scăzut cu 140,1 %, și apoi a început să crească din nou după ce guvernul a încercat să combată efectele crizei financiare din 2008. În 2017, datoria publică se situa la 61,5% din PIB.

### Moneda și inflația

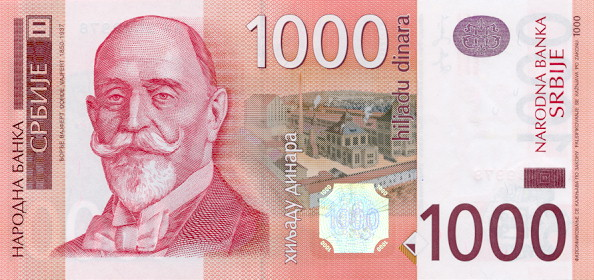
Bancnota de 1000 de dinari sârbești

Moneda națională a Serbiei este dinarul sârbesc, folosit încă din 1214. Serbia s-au luptat cu inflație ridicată, mai ales în timpul anilor 1980 și 1990. În 1992 și 1993 a cunoscut o perioadă de hiperinflație care a durat 25 de luni. În 1993, rata lunară a inflației ajunsese la 313 milioane la sută. De la începutul anilor 2000, rata inflației a fost stabilizată, iar în ultimii ani s-a înregistrat un nivel relativ scăzut al inflației.

### Comerțul exterior

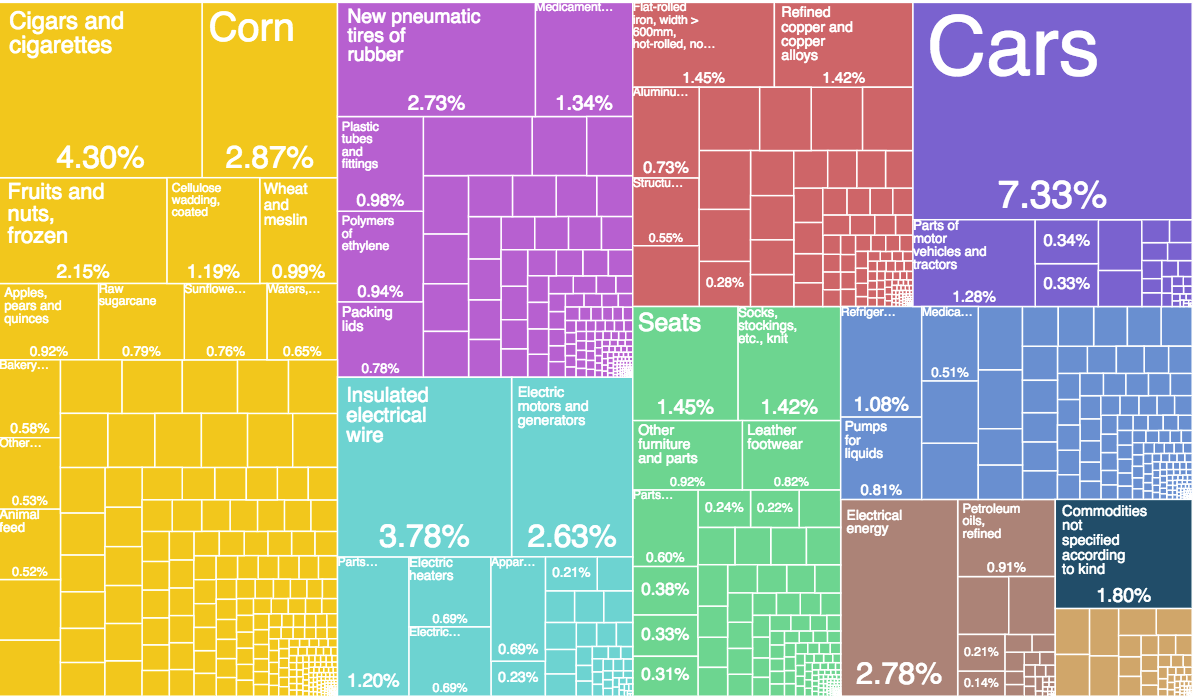
Reprezentare grafică a exporturilor de produse sârbești în 28 de categorii, pe culori

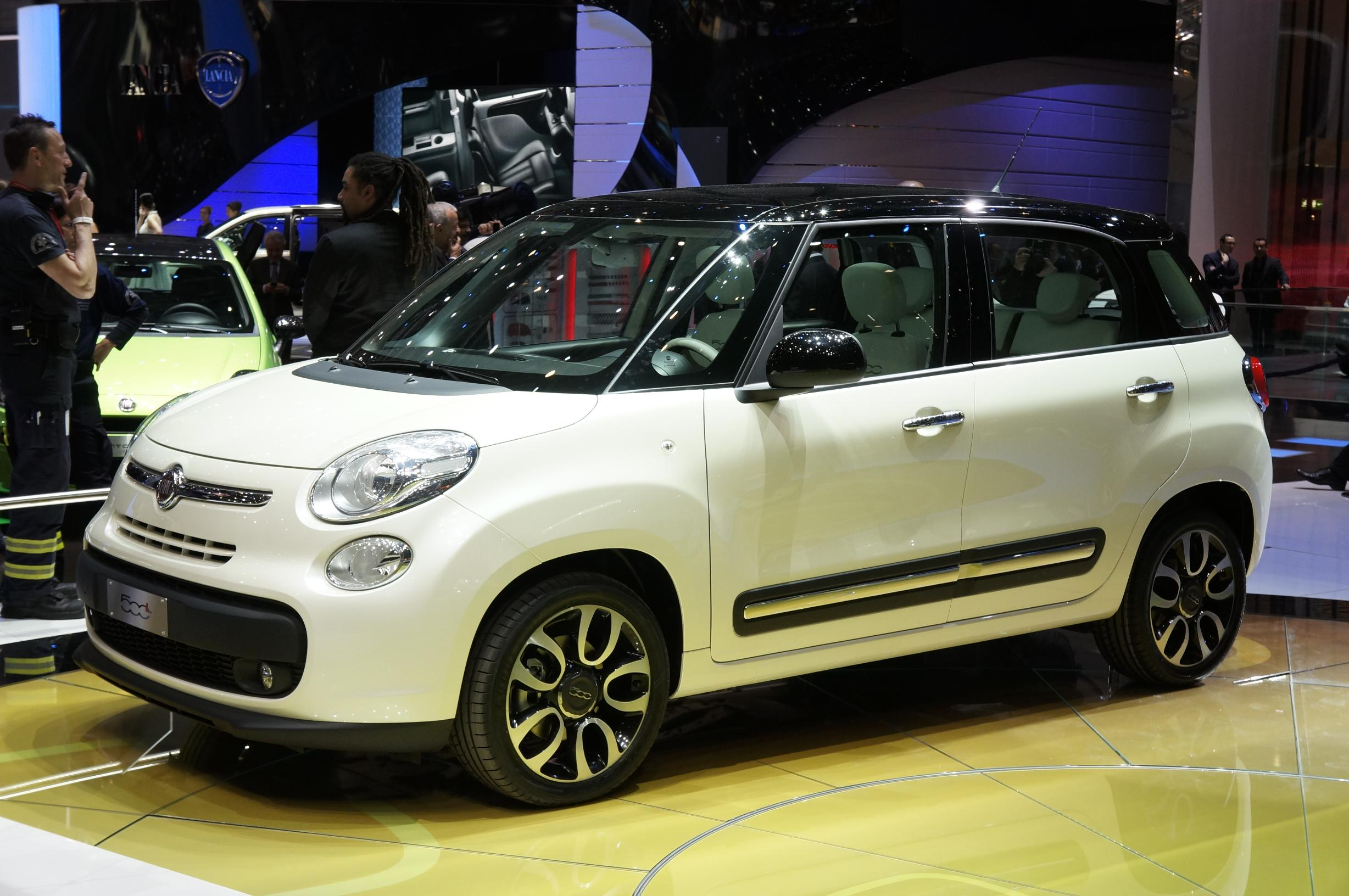
Fiat 500L – autovehiculele reprezintă principalul produs de export din Serbia

Serbia are o gamă largă de acorduri de liber schimb cu țările străine și blocuri comerciale.
Serbia a semnat acordul de liber schimb cu Uniunea Europeană în 2008, acord care prin care se permiteau toate exporturile de produse originare din Serbia fără taxe vamale și alte taxe. Pentru un număr limitat de produse (viței, zahăr, și vin), cotele anuale de import au rămas în vigoare. Începând din 2016, țările UE au fost cele mai mari partenere comerciali ale Serbiei cu 64,4% din totalul comerțului exterior.
Serbia a semnat acordul CEFTA, care permite exporturile de produse originare din Serbia fără taxe vamale și alte taxe în țările vecine: Albania, Bosnia și Herțegovina, Macedonia, Moldova, Muntenegru și Kosovo. În 2016, grupul țărilor CEFTA a reprezentat al doilea cel mai mare partener comercial al Serbiei.
Serbia a semnat un acord de liber schimb cu membri AELS (Elveția, Norvegia și Islanda) în 2009.
Acordurile de liber schimb cu Rusia au fost implementate începând cu anul 2000; pentru un număr limitat de produse, cotele anuale de import rămân în vigoare. Acordul de liber schimb cu Turcia a fost pus în aplicare începând cu anul 2010. Comerțul cu Statele Unite este urmărit în cadrul Sistemului Generalizat de Preferințe (SGP), cu o scutire de taxe vamale preferențiale pentru aproximativ 4650 produse.

### Investițiile străine directe
Atragerea investițiilor străine directe reprezintă una din prioritățile guvernul Serbiei, care oferă atât stimulente financiare cât și fiscale pentru companiile care doresc să investească în țară.
Printre principalele țări care investesc în Serbia se numără Italia, Statele Unite ale Americii, Austria, Norvegia, Grecia și Germania. Majoritatea ISD au intrat în industria de automobile, industria alimentară și a băuturilor, cea a utilajelor, a textelor și îmbrăcăminții.
Printre marile corporații blue chip corporații care fac investiții în sectorul de producție se numără: Fiat Chrysler Automobile, Bosch, Michelin, Siemens, Panasonic, Continental, Schneider Electric, Philip Morris, Lafarge, Pepsico, Coca-Cola, Carrefour și altele. În sectorul energetic, giganții energetici ruși Lukoil și Gazprom au făcut investiții mari. Sectorul financiar a atras investiții din partea unor băncile italiene, precum Intesa Sanpaolo și UniCredit, Crédit Agricole și Société Générale din Franța, Erste Bank și Raiffeisen din Austria, printre altele. Printre dezvoltatorii în tehnologiile informației și comunicațiilor și rețelele de telecomunicații străine se numără Microsoft, Telenor, Telekom Austria, și NCR. În sectorul de retail, cei mai mari investitori străini sunt lanțul olandez Ahold Delhaize, Metro AG și Schwarz Gruppe din Germania, Veropoulos din Grecia și Agrokor din Croația.

## Sectoare economice

### Industrie
Industria este sectorul economic care a fost cel mai puternic lovit de sancțiunile ONU și a embargoului comercial și de bombardamentele NATO în timpul anilor 1990, dar și de tranziția de la economia planificată la cea de piață în anii 2000. Producția industrială a cunoscut o reducere dramatică: în 2013 ea scăzuse la jumătate față de anul 1989. Principalele sectoare industriale sunt: auto, minerit, metale neferoase, produse alimentare, electronice, produse farmaceutice, haine.
Industria automobilistică (condusă de Fiat Chrysler Automobiles) este își desfășoară majoritatea activității în Kragujevac și împrejurimile sale, și contribuie la export cu aproximativ 2 miliarde dolari. Industria minieră a Serbiei este relativ puternică: Serbia este al 18-lea cel mai mare producător de cărbune (al 7-lea în Europa) extras din depozite mari aflate în Kolubara și Kostolac; este, de asemenea, al 23-lea cel mai mare producător de cupru din lume (locul 3 în Europa), care este extras de RTB Bor, o mare companie minieră din țară; activitatea de extracție a aurului este mai intensă în zona orașului Maidan. În Serbia Intel produce telefoane inteligente numite Tesla.
Industria alimentară este bine cunoscută atât la nivel regional cât și la nivel internațional și reprezintă unul dintre punctele forte ale economiei. Printre brandurile cunoscute la nivel internațional care își au activitatea de producție stabilită în Serbia se numără PepsiCo și Nestlé în sectorul prelucrării alimentelor; Coca-Cola (Belgrad), Heineken (Novi Sad) și Carlsberg (Bačka Palanka), în industria băuturilor; Nordzucker în industria zahărului. Industria electronică a Serbiei și-a avut apogeul în anii 1980, această industrie cu două treimi până în prezent, însă s-a bucurat de o ușoară revenire în ultimul deceniu, cu investiții din partea unor companii precum Siemens (turbine eoliene) în Subotica, Panasonic (dispozitive de iluminat) în Svilajnac, și Gorenje (electrocasnice) în Valjevo. Industria farmaceutică în Serbia cuprinde o duzină de producători de medicamente generice, printre care se remarcă Hemofarm din Vârșeț și Galenika din Belgrad, cele două companii reprezentând 80% din volumul producției de medicamente. Producția internă îndeplinește peste 60% din cererea locală.

### Energie

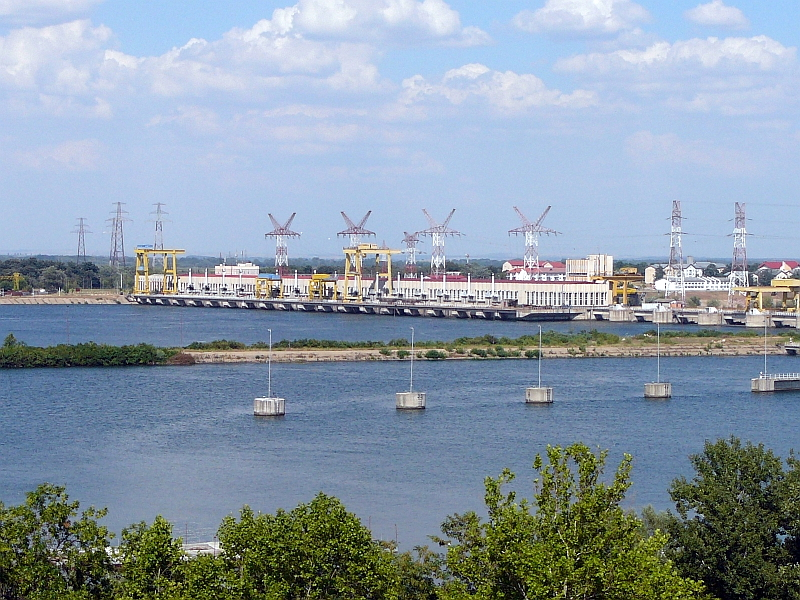
Porțile de Fier I

Sectorul energetic reprezintă unul dintre cele mai mari și cele mai importante sectoare don economia țării. Serbia este un exportator net de energie electrică și importator de combustibili cheie (cum ar fi petrol și gaze).
Serbia are cărbune din abundență, și rezerve semnificative de petrol și gaze. Rezervele de 5,5 miliarde de tone de lignit reprezintă cea de-a cincea cea mai mare rezervă din lume (a doua din Europa, după Germania). Cărbunele se găsește în două mari depozite: Kolubara (rezerve de 4 miliarde de tone) și Kostolac (1,5 miliarde de tone). În ciuda faptului că sunt mici la scară mondială, resursele de petrol și gaze ale Serbiei (77,4 milioane de tone de petrol, echivalentul a 48,1 miliarde de metri cubi) au o anumită importanță regională, deoarece acestea sunt cele mai mari din regiunea fostei Iugoslaviei, precum și din Balcani (cu excepția României). 
Producția de energie electrică în Serbia în 2015 a fost de 36,5 miliarde de kilowați-oră (KWh), în timp ce consumul final de energie electrică s-a ridicat la 35,5 miliarde de kilowați-oră (KWh). Cea mai mare parte din energia electrică produsă provine din termocentrale (72,7% din toată energia electrică) și din hidrocentrale (27.3%). Întreaga producție de energie electrică este concentrată în Elektroprivreda Srbije (EPS), companie energetică de stat.
Producția actuală de petrol în Serbia se ridică la peste 1,1 milioane tone echivalent petrol și satisface 43% din nevoile țării, în timp ce restul este importat. Compania național de petrol, Naftna Industrija Srbije (NIS), a fost achiziționată în 2008 de către Gazprom Neft. Compania a finalizat investiții de modernizare de 700 de milioane de dolari în rafinăria din Panciova (capacitate de 4,8 milioane tone). Acesta are o rețea de 334 de benzinării în Serbia (74% din piața internă) și alte 36 în Bosnia și Herțegovina, 31 în Bulgaria, și 28 în România. Există 155 de kilometri de conducte de petrol care conectează rafinăriile Pancevo și Novi Sad cu conducta internațională Adria.
Serbia este puternic dependentă de sursele externe de gaze naturale, reușind să satisfacă numai 17% din producția internă (cu o valoare de 491 milioane de metri cubi în 2012), iar restul este importat, în principal din Rusia (prin conducte de gaz care trec prin Ucraina și Ungaria). Srbijagas, compania de gaz de stat, are o rețea de conducte de gaz de 3177 kilometri și operează o facilitate de stocare a gazului de 450 de milioane de metri cubi aflată în Banatski Dvor.

### Agricultură

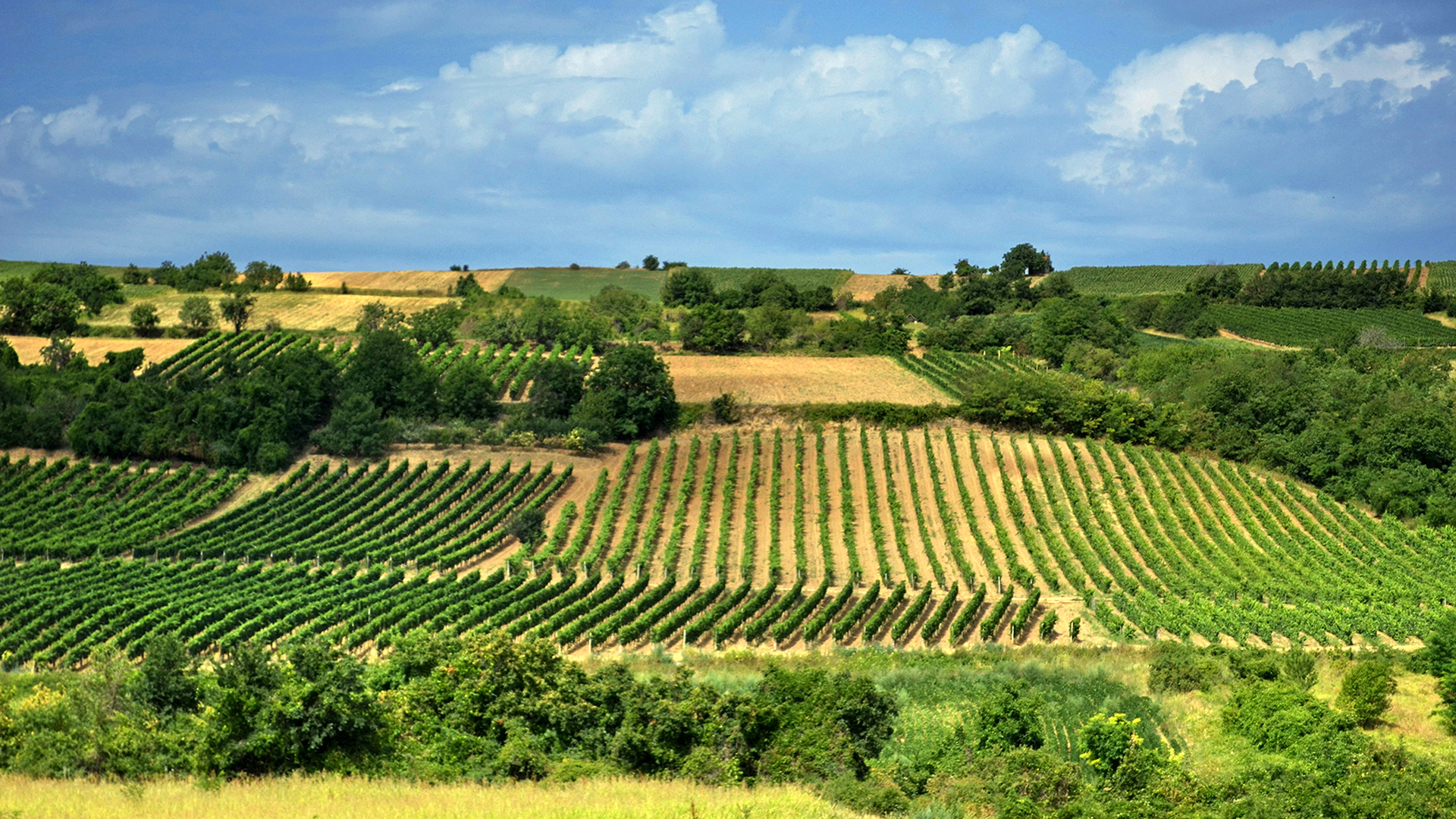
Podgorii din Fruška Gora; Serbia a fost al 11-lea cel mai mare producător de vinuri din Europa și al 19-lea în lume în 2014.

Serbia are condiții naturale favorabile (teren și climă) pentru multe produse agricole. Are o suprafață totală de 5.056.000 ha de terenuri agricole (0,7 ha pe cap de locuitor), din care 3.294.000 ha reprezintă teren arabil (0,45 ha pe cap de locuitor). În 2016, Serbia a exportat produse agricole și alimentare în valoare de 3,2 miliarde de dolari, cu raportul export-import fiind de 178%. Exporturile agricole reprezintă mai mult de o cincime din vânzările totale ale Serbiei pe piața mondială. Serbia este una dintre cel mai mare furnizor de fructe congelate în UE. Activitatea agricolă este mai intensă în Voivodina pe câmpurile fertile din Câmpia Panonică. Printre alte regiuni agricole se numără Mačva, Pomoravlje, Tamnava, Rasina și Iablanița.
În structura producției agricole 70% o reprezintă cultura plantelor de câmp și 30% producția animalieră. Serbia este a doua cea mai mare producătoare de prune (582.485 tone; după China), a doua cea mai mare producătoare de zmeură (89.602 de tone, a doua după Polonia). Este, de asemenea, o importantă producătoare de porumb (6,48 milioane de tone, pe locul 32 în lume) și grâu (2,07 milioane de tone, pe locul 35 în lume). Alte produse agricole cultivate aici sunt floarea-soarelui, sfeclă de zahăr, soia, cartofi, mere, carnea de porc, carnea de vită, carnea de pasăre și produsele lactate.
Există 56.000 de hectare de podgorii din Serbia, care produc aproximativ 230 de milioane de litri de vin anual. Cele mai renumite zone viticole sunt situate în Voivodina și Šumadija.

### Transport
Lungimea totală a drumurilor este 45.419 km din care 782 km sunt drumuri din „clasa Ia” (de exemplu, autostrăzi); 4.481 km sunt drumuri naționale clasa Ib (drumuri naționale); 10.941 km sunt drumuri regionale și 23,780 km sunt„drumuri municipale”. Rețeaua de drumuri este mai mică și de o mai proastă calitate decât în Europa de Vest din cauza lipsei de resurse financiare pentru întreținerea lor în ultimii 20 de ani.

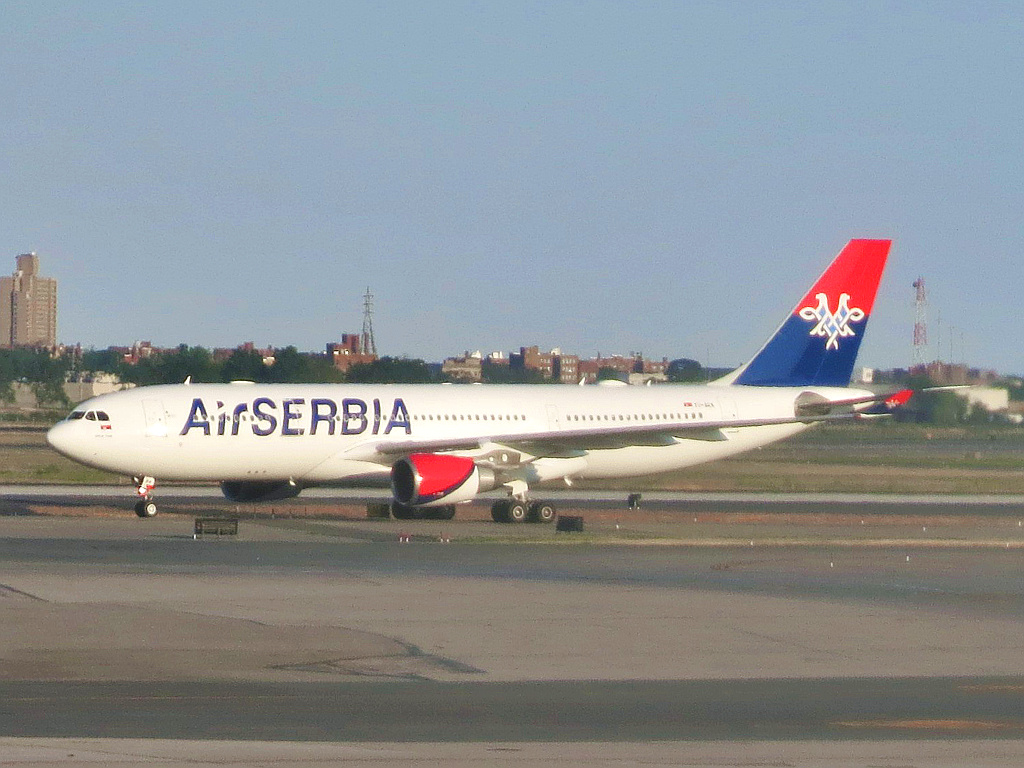
Airbus A330 al Air Serbia

În prezent, există 124 de kilometri de autostrăzi în construcție: două secțiuni de 34 km de autostrada A1 (de la sud de Leskovac spre Bujanovac), 67 km de-a lungul segmentului A2 (între Belgrad și Ljig), și 23 de kilometri pe A4 (la est de Niș la granița cu Bulgaria). Rețeaua de transport în comun este foarte extinsă: aproape fiecare localitate din țară este conectată la rețeaua de autobuze, de la orașe la sate; în plus, există rute internaționale (în principal pentru țările din Europa de Vest cu comunități mari de sârbi din diaspora). Rutele, atât interne, cât și internaționale, sunt deservite de mai mult de 100 de companii de transport cu autobuzul, cele mai mari fiind Lasta și Niș-Ekspres. În 2015, erau înmatriculate 1.833.215 de mașini sau 1 autoturism la 3,8 locuitori.
Serbia are 3.819 de kilometri de linii de cale ferată, din care 1.279 sunt electrificați și 283 de kilometri sunt căi ferate cu linie dublă. Principalul nod feroviar se află la Belgrad (și într-o măsură mai mică Niș), în timp ce printre cele mai importante căi ferate se numără: Belgrad–Bar (Muntenegru), Belgrad–Sid–Zagreb (Croația)/Belgrad–Niș–Sofia (Bulgaria) (parte a Coridorului Pan-European X), Belgrad–Subotica–Budapesta (Ungaria) și Nis–Salonic (Grecia). Deși încă un important mijloc de transport al mărfurilor, căile ferate se confruntă cu probleme în menținerea infrastructurii și cu scăderea vitezei. Toate serviciile feroviare sunt operate de către compania publică de transport feroviar, Căile Ferate Sârbe.
Există doar două aeroporturi care operează zboruri regulate de pasageri: Aeroportul din Belgrad Nikola Tesla a servit aproape 5 milioane de pasageri în 2016, și este un hub al transportatorului aerian Air Serbia care a servit aproximativ 2,6 milioane de pasageri în 2016.
Serbia are 1716 de kilometri de căi navigabile interioare (1043 de km de râuri navigabile și 673 km de canale navigabile); aproape toate sunt situate în treimea de nord a țării. Cea mai importantă cale navigabilă interioară este Dunărea (parte a Coridorului Pan-European VII). Printre alte râuri navigabile se numără Sava, Tisa, Navigabil și Timiș, care leagă Serbia de Nord si Europa de Vest prin coridorul Rin–Main–Dunăre. Mai mult de 2 milioane de tone de marfă au fost transportate prin râurile și canale sârbe în 2016. Cele mai mari porturi fluviale sunt: Novi Sad, Belgrad, Pancevo, Semendria, Prahovo și Belgrad.

### Telecomunicații și industria IT

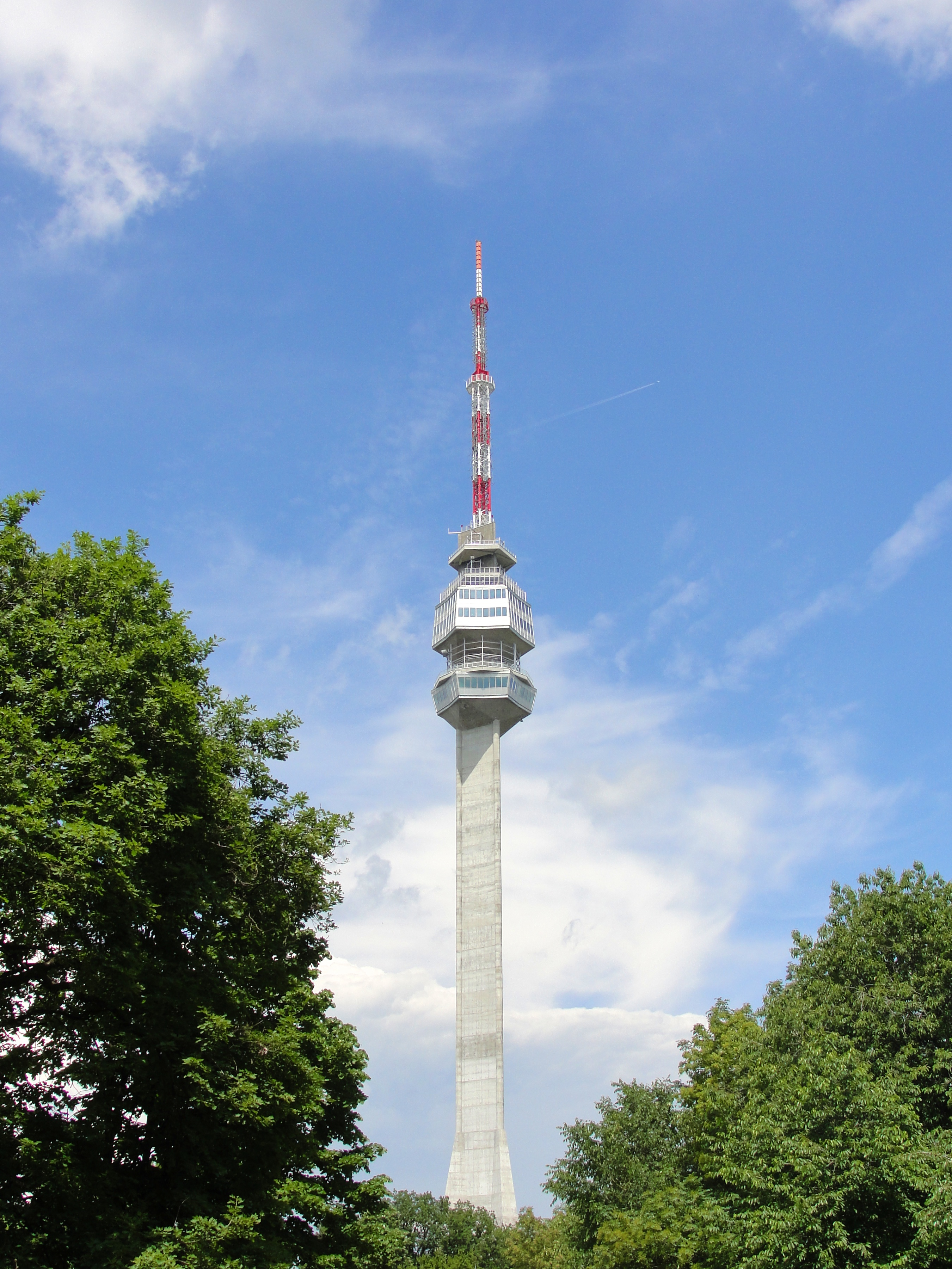
Turnul Avala de 205 m

Industria IT este în creștere rapidă. În 2017, exportul de servicii IT a ajuns la 1,1 miliarde dolari. Cu 6.924 de companii în domeniul IT în 2013, Belgrad este unul dintre dezvoltate centre de tehnologie a informației din această parte a Europei, cu o creștere puternică. Centrul de dezvoltare Microsoft din în Belgrad a fost la data înființării sale al cincilea centru de acest gen din lume. Multe companii de IT aleg Belgradul ca centru regional sau european, cum ar fi Asus, Intel, Dell, Huawei, NCR etc. Aceste companii au profitat de marea masă de ingineri ai Serbiei cu salarii relativ mici.

Unul dintre cele mai de succes startup-uri este Nordeus, care a fost fondat în Belgrad în anul 2010 și este producător al jocului Top Eleven Football Manager, care e jucat de peste 20 de milioane de oameni. 

### Turism
Sectorul turistic a reprezentat ceva mai mult de 1% din PIB în 2016. Sectorul turistic din Serbia este format din 75.000 de angajați, aproximativ 3% din forța de muncă a țării. Câștigurile din turism în 2017 au fost estimate la 1,44 miliarde de dolari.
În 2017, peste 3 milioane de turiști au fost înregistrați în unitățile de cazare, dintre care 1,5 milioane au fost străini.
Turismul se desfășoară în principal în stațiunile montane și balneare din țară, care sunt cele mai vizitate de turiști interni, precum și în capitala Belgrad, care este preferată de turiști străini. Cele mai renumite stațiuni montane sunt Kopaonik, Stara Planina și Zlatibor. Cele mai cunoscute stațiuni balneare sunt Vrnjacka Banja, Soko Banja, și Banja Koviljača. De asemenea se organizează pelerinaje la manastiri ortodoxe din întreaga țară și croaziere pe Dunăre. Serbia găzduiește mai multe festivaluri internaționale de muzică, precum EXIT (cu 25-30.000 de vizitatori străini proveniți din 60 de țări diferite) și Festivalul de trompetă de la Guča.

## Forța de muncă
În 2015 în Serbia erau 3,1 milioane de angajați; 19.4% lucrează în agricultură, 24,4% în industrie și 56,2% în servicii. Cea mai mare rată a șomajului s-a înregistrat la începutul și la sfârșitul anilor 2000, aceasta fiind de 25%. De atunci, rata a scăzut substanțial, datorită creării de noi locuri de muncă în special în sectorul privat, ajungând la 14,7% în 2017.
Notă: districtele colorate cu albastru pe hartă au avut rata șomajului în 2016 sub 10%, portocaliu între 10% – 15%; și roșu - 15% și peste.
Potrivit ultimului raport anual al Oficiului de Statistică al Republicii Serbiei, salariul mediu lunar net în anul 2016 s-a ridicat la 46.097 dinari sârbești sau 373 de euro.
Notă: districtele colorate cu mov pe hartă au avut un salariu mediu net lunar în 2016 de 400€ și mai mare, cele cu albastru între 350€ - 399€; cele cu portocaliu între 300€ - 349€ și roșu sub 300€.

## Economiile regionale
Lista include regiunile statistice ale Serbiei în funcție de PIB și de PIB-ul pe cap de locuitor în 2016:
| Loc | Regiune                    | PIB-ul total (miliarde $) | PIB-ul pe cap de locuitor ($) |
| --- | -------------------------- | ------------------------- | ----------------------------- |
| 1   | Belgrad                    | 14,48                     | 8,597                         |
| 2   | Voivodina                  | 9,53                      | 5,071                         |
| 3   | Šumadija și Serbia de Vest | 7,19                      | 3,679                         |
| 4   | Serbia de Sud și de Est    | 5,14                      | 3,346                         |

## Companii
Lista include cele mai mari zece companii sârbe după veniturile înregistrate în 2016 (venituri fără filiale; cu excepția băncilor):
| Loc | Companie                 | Sedii | Sedii      | Industrie       | Venituri (Mil. €) | Angajați |
| --- | ------------------------ | ----- | ---------- | --------------- | ----------------- | -------- |
| 1   | Elektroprivreda Srbije   |       | Belgrad    | electrică       | 1,804             | 27,627   |
| 2   | Naftna Industrija Srbije |       | Novi Sad   | petrol          | 1,445             | 3,891    |
| 3   | FCA Srbija               |       | Kragujevac | automobilistică | 1,076             | 2,833    |
| 4   | Mercator-S               |       | Novi Sad   | retail          | 870               | 8,830    |
| 5   | Telekom Srbija           |       | Belgrad    | telecomunicații | 707               | 8,203    |
| 6   | Delhaize Serbia          |       | Belgrad    | retail          | 690               | 8,384    |
| 7   | EPS Distribucija         |       | Belgrad    | electrică       | 669               | 3,702    |
| 8   | Nelt                     |       | Belgrad    | comerț          | 615               | 1,717    |
| 9   | Srbijagas                |       | Novi Sad   | gaz natural     | 523               | 1,105    |
| 10  | Telenor Serbia           |       | Belgrad    | telecomunicații | 370               | 862      |